# شاه‌قایه
شاه‌قایه (به لاتین: Şahqaya) یک منطقهٔ مسکونی در جمهوری آذربایجان است که در باکو واقع شده‌است.